# Verflochtener Strahlengang
Von einem verflochtenen Strahlengang (auch verketteter Strahlengang) wird in der technischen Optik vorwiegend bei Abbildungsgeräten mit künstlicher Lichtquelle gesprochen. Diese Geräte sind im Wesentlichen Projektionsgeräte und Mikroskope. Die Verflechtung besteht zwischen der vorgesetzten Beleuchtungseinrichtung und der Abbildungseinrichtung:
- Die Luken des Beleuchtungsstrahlengangs fallen mit den Pupillen des Abbildungsstrahlungsgangs zusammen.[1]
- Die Pupillen des Beleuchtungsstrahlengangs fallen mit den Luken des Abbildungsstrahlungsgangs zusammen.

Diese Art der Verflechtung bewirkt, dass das gleichmäßig künstlich ausgeleuchtete Objekt in maximaler Helligkeit abgebildet wird.

## Verflochtener Strahlengang zum Beispiel in einem Projektor

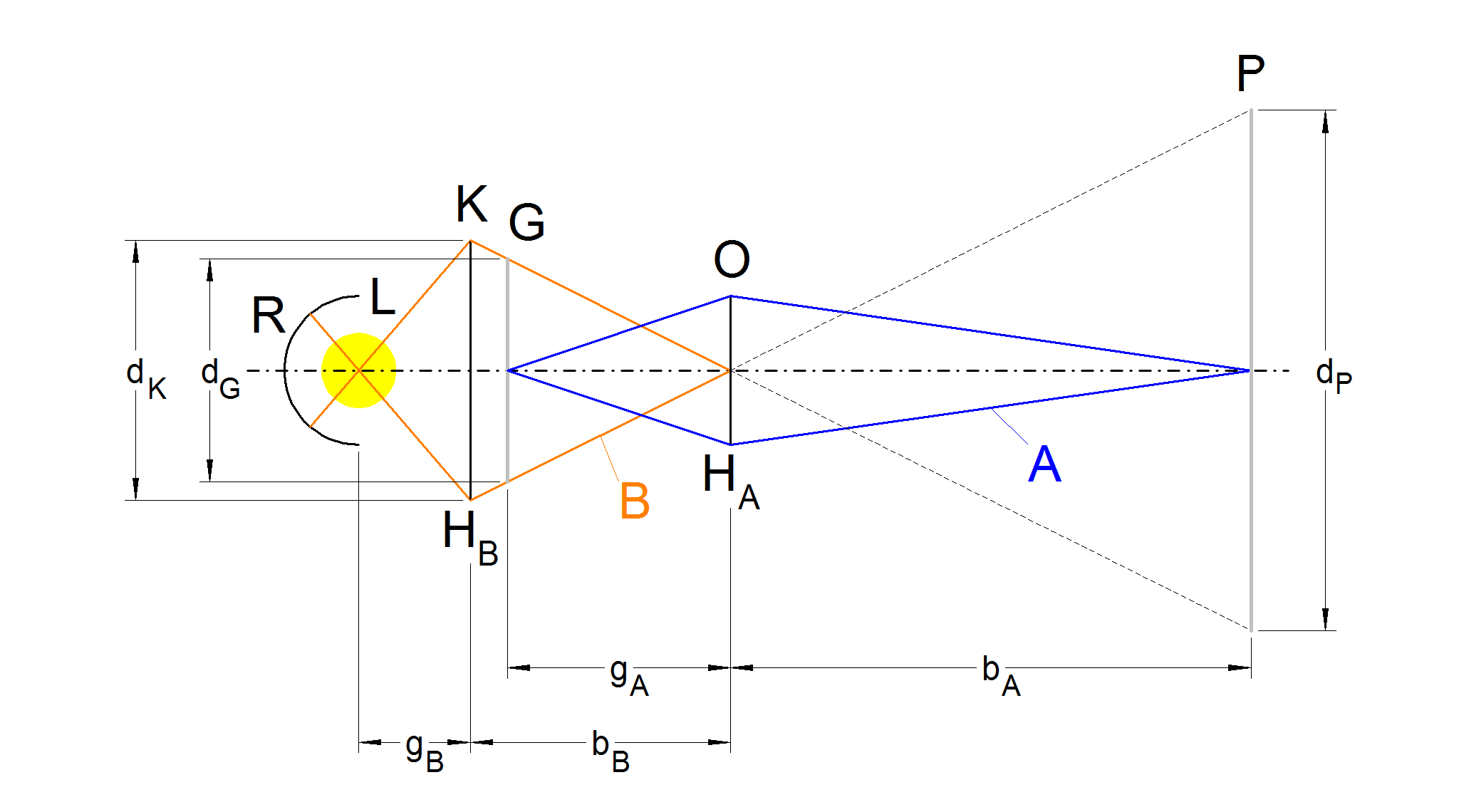
Verflochtener Strahlengang eines Projektors:
links: Beleuchtungsstrahlengang (B); rechts: Abbildungsstrahlengang (A).
Bedeutung der weiteren Buchstaben:
R = Reflektor (R)
L = Lichtquelle (gelb)
K = Kondensor mit der Apertur d_{K} und der Hauptebene des Beleuchtungsstrahlenganges H_{B} in der Gegenstandsweite g_{B}
G = abzubildender Gegenstand mit dem Durchmesser d_{G} in der Gegenstandsweite g_{A}
O = Objektiv mit der Hauptebene des Abbildungsstrahlenganges H_{A} in der Bildweite b_{B}
P = Projektionsebene mit reellem Bild mit dem Durchmesser d_{P} in der Bildweite b_{A}

Der Strahlengang in einem Projektor besteht aus zwei einzelnen Strahlengängen:
- Abbildungsstrahlengang (A): im Abbildungssystem, bestehend aus dem abzubildenden Gegenstand (G), einem Objektiv (O) und dem auf dem Kopf stehenden, reellen Bild auf einer Projektionswand (P),
- Beleuchtungsstrahlengang (B): im Beleuchtungssystem, bestehend aus einer Lichtquelle (L)  (vorteilhaft zusätzlich mit einem Reflektor (R)), dem abzubildenden Gegenstand (G) und einem Kondensor (K).

Für eine optimale Projektion müssen die beiden Strahlengänge verflochten werden:
- Die Austrittsluke des Beleuchtungsstrahlengangs fällt am Ort HA mit der Eintrittspupille des Abbildungsstrahlengangs zusammen.[1]
- Die Austrittspupille des Beleuchtungsstrahlengangs am Ort HB fällt annähernd mit der Eintrittsluke des Abbildungsstrahlengangs am Ort G zusammen. Die Verflechtung ist umso besser, je näher sich der abzubildende Gegenstand (G) beim Kondensor (K) befindet.[2]